# Manuel Quezon
Manuel Luis Quezon y Molina (født 19. august 1878, død 1. august 1944), også kendt under initialerne MLQ, var en filippinsk politiker, advokat og soldat. Han var præsident for Filippinerne da det var et "commonwealth", fra 1935 til sin død i 1944. Han var den første filippiner, der stod i spidsen for en regering i hele Filippinerne, og betragtes som Filippinernes anden præsident efter Emilio Aguinaldo (1899-1901), som Quezon besejrede ved præsidentvalget i 1935.
Som præsident angreb Quezon problemet med jordløse bønder. Andre vigtige projekter omfattede reorganiseringen af øernes militære forsvar, godkendelse af en anbefaling om regeringens reorganisering, fremme af bosættelse og udvikling i Mindanao, håndtering af den udenlandske kontrol af filippinsk handel og handel, forslag til jordreformer samt modstand mod korruption i regeringen. Han etablerede en eksilregering i USA som følge af udbruddet af Anden Verdenskrig og truslen om japansk invasion. Forskere har beskrevet Quezons ledelse som et "de facto diktatur" og Quezon som "den første filippinske politiker, der integrerede alle niveauer af politik i en synergi af magt" efter at have fjernet tidsgrænser for præsidentembedet og forvandlet senatet til en forlængelse af den udøvende magt gennem grundlovsændringer.
Quezon døde af tuberkulose i Saranac Lake, New York under sit eksil. Han blev begravet på Arlington National Cemetery, men efter slutningen af Anden Verdenskrig blev hans rester flyttet til Manila og begravet på Manila North Cemetery i 1946. Hans rester blev i 1979 overført til Quezon Memorial Circle.